# Cedar Hill (Nowy Meksyk)
Cedar Hill – jednostka osadnicza w Stanach Zjednoczonych, w stanie Nowy Meksyk, w hrabstwie San Juan.